# Villanueva de Córdoba
Villanueva de Córdoba es un municipio español de la provincia de Córdoba, Andalucía. En el año 2024 contaba con 8.381 habitantes, destacando su mayor esplendor poblacional en 1940 con 16.378 habitantes. Su extensión superficial es de 429,52 km² y tiene una densidad de 19,54 hab/km². Se encuentra situada a una altitud de 725 metros y a 70 kilómetros de la capital de provincia, Córdoba.

## Historia

### Edad Antigua
La villa de Villanueva de Córdoba se halla enclavada en un territorio que ha sido utilizado por numerosas culturas a lo largo del tiempo, desde la prehistoria, de la que se han encontrado numerosos indicios, entre los que destacan los abundantes sepulcros, como el dolmen de las Aguilillas, correspondiente al período Calcolítico, que presenta una cámara poligonal irregular y un corto corredor de acceso. El ajuar funerario del dolmen consistía en abundantes platos de borde engrosado, hojas de sílex, cuentas de collar, hachas y algunas vasijas de cerámica no decoradas.  
El historiador de las Casas-Deza sitúa el enclave de la actual población de Villanueva de Córdoba muy próximo al que en época romana ocupara el municipio de Solia. La mayoría de los historiadores afirman que en realidad Solia corresponde al actual yacimiento de Majadaiglesia, cercano a la ermita de las Cruces, a 5 kilómetros de El Guijo. También contribuyó durante años a que se identificara erróneamente Solia con Villanueva de Córdoba el hecho de que apareciera en el casco urbano de la localidad un ara votiva dedicada al dios romano Júpiter. En época romana, por este municipio pasaba la calzada romana que unía Iliturgis (Andújar), con la meseta. En época romana abundaron por estos parajes las explotaciones mineras de plomo y cobre, como lo han confirmado la multitud de pozos llenos de escoria procedente de las minas. De los yacimientos mineros de cobre podemos destacar el de «la Atalayuela», el del «Barranco de Góngora», el de «las Almagreras» y el de «la dehesa de la Concordia». En cuanto a los yacimientos de plomo, son de notar el de «el Torrejón», el de «la Garranchosa» y el de «las Tres Cruces».

### Edad Media
Del período visigodo se encontró una lápida, que hacía referencia a alguien llamado «Ilpericus», que data del año 665 después de Cristo. Más tarde, ya en la época de la Córdoba califal, pasaba por aquí uno de los ramales del camino que unía Córdoba con Toledo, llamado «Camino del Armillat». Dicho camino pasaba también por Adamuz. En 1155, toda la zona que forma el valle de los Pedroches fue reconquistada por los cristianos, reinando Alfonso VII. En cualquier caso, el predominio cristiano por estos contornos no se afirmó rotundamente, hasta la decisiva victoria cristiana en la batalla de las Navas de Tolosa, en 1212, reinando en Castilla Alfonso VIII. 
Afirma la tradición que, al igual que otras localidades de la comarca de los Pedroches, Villanueva de Córdoba fue fundada en el siglo XIV por vecinos de Pedroche que se asentaron aquí, huyendo de los efectos de la peste que en aquel momento asolaba toda la zona. El emplazamiento coincide con uno de los ramales del antiguo camino de Córdoba a Toledo. Sin embargo, el núcleo de población actual no nace hasta principios del siglo XV con el nombre de «Encinaenana», con vecinos del municipio de Pedroche.

### Edad Moderna
Su nombre actual data de 1499, aunque en algunos momentos llegó a denominarse también Villanueva de la Jara. El topónimo alude, según diversos autores, a la reafirmación de su independencia, tras intentar ser sometida por el Señorío de Santa Eufemia. Se pasó a llamar Villanueva de Córdoba o de la Jara en 1553. El 10 de abril de 1553, Carlos I le otorgó el título de Villa, siendo expedido el título de misma por su hijo Felipe II. Por este documento se sabe que contaba en dicho con 280 vecinos, y pagó por aquella distinción setecientos mil maravedíes, independizándose así de la villa de Pedroche. Dicho documento se encabeza con el escudo imperial de Carlos I y los vecinos interpretaron que ese era el escudo de armas que se les asignaba. Villanueva de Córdoba lo viene usando desde entonces.
En 1724, esta villa participará en el deslinde y señalización de términos llevado a cabo en las Siete Villas de los Pedroches y, finalmente, en 1747 es suprimido el régimen de señorío de los marqueses del Carpio sobre esta población y sobre las siete villas de los Pedroches, y que habían ostentado desde 1660, que desde entonces vuelven a depender directamente de la Corona. En los años de 1785, 1786 y 1787, reinando Carlos III, una terrible epidemia unida a pésimas cosechas, provocó decenas de muertos.

### Edad Contemporánea
Con la división provincial del ministro Javier de Burgos, en 1833, la villa pasa a ser una localidad de la provincia de Córdoba, dejando de pertenecer al antiguo Reino de Jaén.

## Escudo

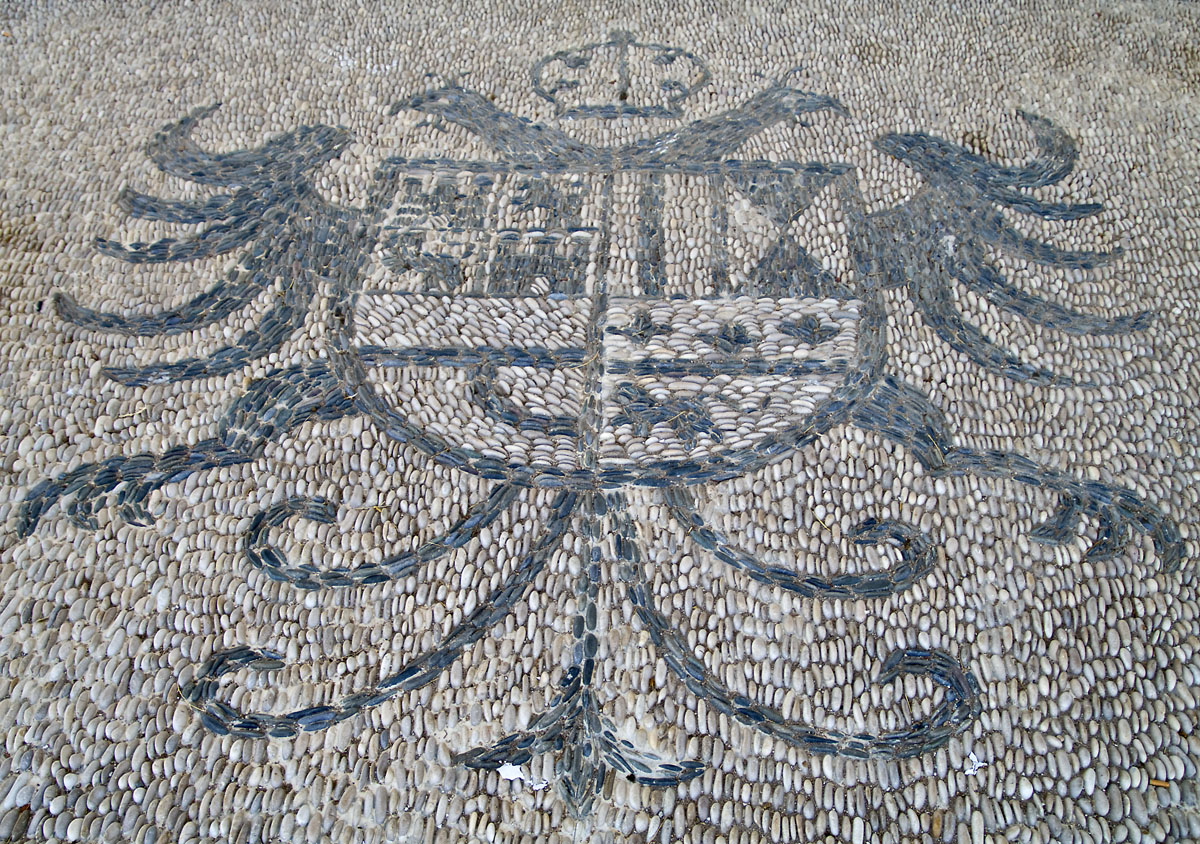
Escudo de Villanueva de Córdoba empedrado en la Ermita de Virgen de la Luna.

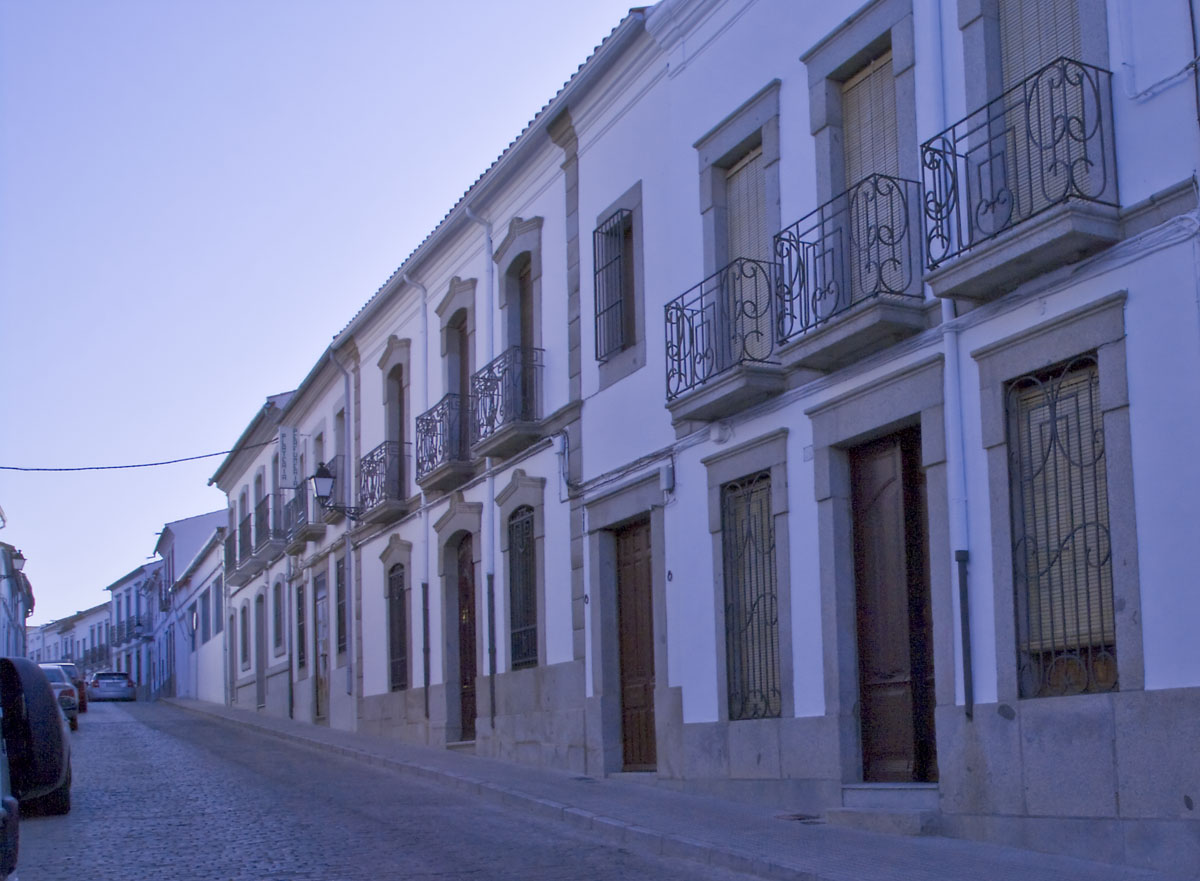
Calle de Villanueva de Córdoba.

El escudo es el blasón de Carlos I de España, que le concedió el título de villa en 1553. Aunque no se le concedió de forma oficial, posee los símbolos de la España Imperial y del Sacro Imperio Romano Germánico. 
Cuentan que esta apropiación del escudo fue una confusión de los habitantes. De manera que el rey Carlos I, al poner el sello en el documento que validaba la conformación de Villanueva de Córdoba como nueva villa, ellos creyeron que este símbolo es el que se les concedía para representar el municipio.

## Ubicación
El municipio pertenece a la comarca de Los Pedroches. Villanueva de Córdoba es una localidad situada en el norte de la provincia de Córdoba en Andalucía, España. Su extensión superficial es de 427 km² y sus coordenadas geográficas son 38º 19' N, 4º 37' O. Se encuentra situada a una altitud de 725 m s. n. m. y a 70 kilómetros de la capital de provincia, Córdoba, por la carretera A-421, y a 110 kilómetros por la carretera A-424 sentido Cardeña.

### Vías de acceso
Se puede acceder al pueblo por las carreteras autonómicas A-421, A-424, A-3100 y las provinciales CO-6101, CO-6102 y CO-6103.
El 29 de marzo de 2014 comenzaron a prestar servicio los trenes AVE en la estación Villanueva de Córdoba-Los Pedroches, lo cual supone una mejora radical en las comunicaciones de la zona norte de Córdoba y una nueva vía al desarrollo social y económico así como un gran impulso al turismo rural y la gastronomía de la comarca los Pedroches.

## Economía
Las principales actividades económicas de la localidad han sido tradicionalmente la ganadería y la agricultura. En cuanto a la ganadería, hay que destacar la inmensa importancia para la villa y para la comarca de los Pedroches del ganado porcino, sustentado por bellotas procedentes de la mayor dehesa de encinas de toda Europa. Ello permite la crianza en estas tierras del magnífico cerdo ibérico de bellota. Las actividades ganaderas y la conversión de su producto en derivados sustenta a una buena parte de la población.

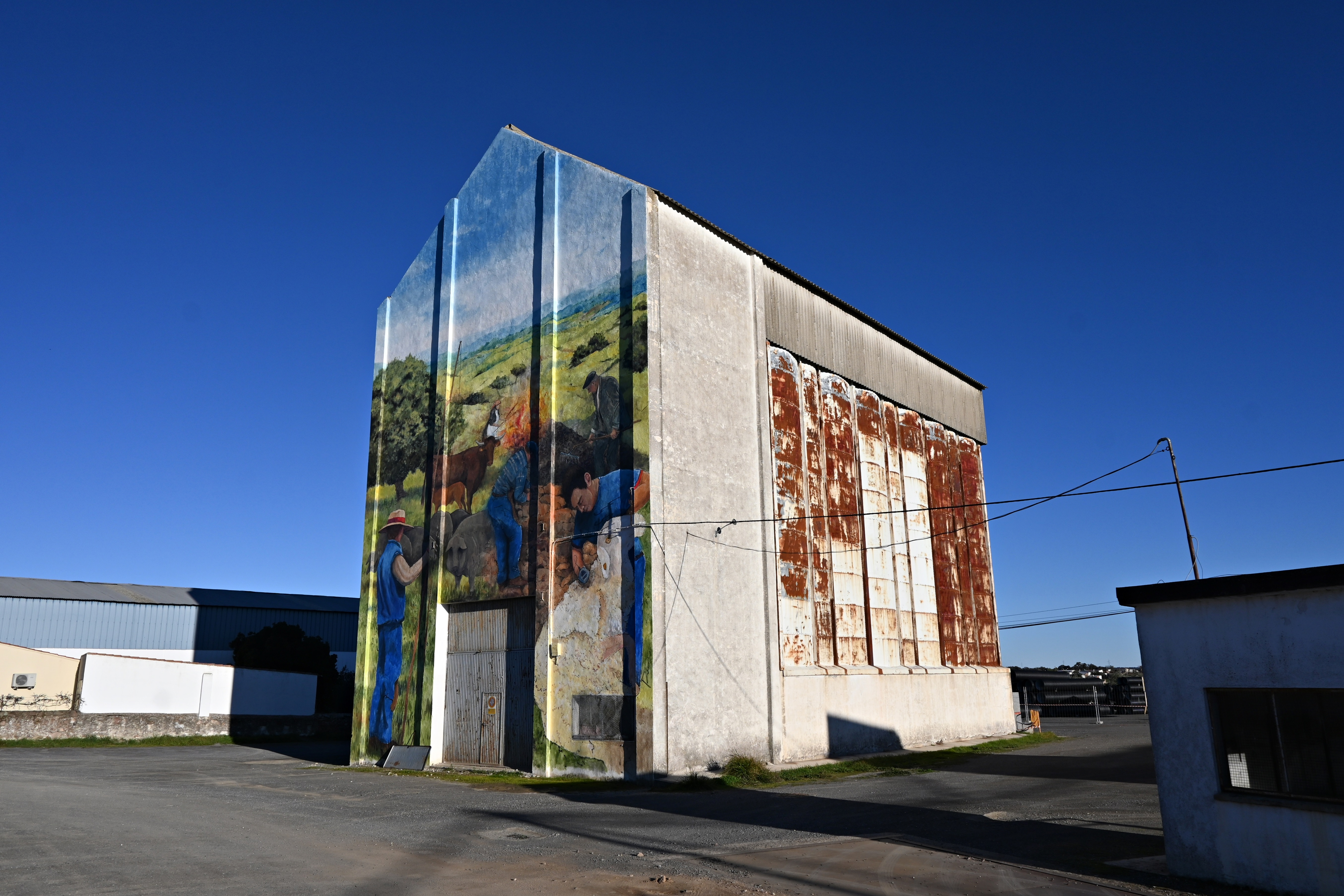
Antiguo silo de cereal de la Red Nacional de Silos y Graneros.

En cuanto a la agricultura, en el año 2014 había 449 hectáreas dedicadas a cultivos herbáceos, siendo el principal de ellos el cultivo de cereales de invierno para forrajes. De las 449 hectáreas, 160 corresponden con el principal cultivo de secano, ya mencionado, y 2 corresponden al principal cultivo de regadío, que es el tranquillón y la escaña, así como otros cultivos. En cuanto a los cultivos leñosos, hay una superficie de 4737 hectáreas dedicadas a ellos (datos de 2014), y el principal cultivo leñoso es el olivar. 
En lo tocante a las empresas de la localidad, 557 en 2015 contaban con menos de cinco trabajadores. Ese año había catorce empresas con entre 6 y 19 trabajadores y sólo trece empresas con más de 20. Por ello, puede afirmarse que predominan los autónomos y las pequeñas empresas. 
En 2014 había 5 oficinas bancarias en el municipio, en 2013 había 2941 líneas telefónicas y 1129 líneas ADSL en servicio (únicamente de Telefónica) y en 2015, el número de vehículos turismos era 3918.
Por lo que se refiere al turismo, en 2007 había 8 restaurantes en la localidad. En 2016, había 2 hoteles, 2 hostales y 113 plazas sumando las hoteleras y las hosteleras. Se espera que el turismo rural alcance un nivel más alto de desarrollo en la localidad y en el Valle de los Pedroches en los próximos años. 
La puesta en marcha de la tan demandada parada del AVE en la localidad supone una notable inyección para la economía en todos los aspectos, teniendo en cuenta además lo beneficioso que resulta para el Valle de los Pedroches y para toda la zona norte de la provincia de Córdoba, carente de comunicaciones ferroviarias desde hace muchos años.

### Evolución de la deuda viva municipal
| Gráfica de evolución de Deuda viva del Ayuntamiento de Villanueva de Córdoba entre 2008 y 2019                                |
| |
| Deuda viva del Ayuntamiento de Villanueva de Córdoba en miles de Euros según datos del Ministerio de Hacienda y Ad. Públicas. |

## Administración y política
| Periodo   | Nombre                                                               | Partido      |
| --------- | -------------------------------------------------------------------- | ------------ |
| 1979-1983 | Luis Miguel Ochoa Muñoz                                              | UCD          |
| 1983-1987 | Francisco Tébar García                                               | PSOE         |
| 1987-1991 | Francisco Tébar García (1987-1990) Antonio Arroyo García (1990-1991) | PSOE IULV-CA |
| 1991-1995 | Antonio Muñoz Pozo                                                   | PSOE         |
| 1995-1999 | Antonio Muñoz Pozo                                                   | PSOE         |
| 1999-2003 | Antonio Muñoz Pozo                                                   | PSOE         |
| 2003-2007 | Dolores Sánchez Moreno                                               | PP           |
| 2007-2011 | Dolores Sánchez Moreno                                               | PP           |
| 2011-2015 | Francisco Javier Arenas Vacas                                        | PSOE         |
| 2015-2019 | Dolores Sánchez Moreno                                               | PP           |
| 2019-2023 | Dolores Sánchez Moreno (2019-2022) Gabriel Duque Moreno (2022-2023)  | PP           |
| 2023-act. | Isaac Reyes Vioque                                                   | PSOE         |

## Clima
El clima es mediterráneo interior, con inviernos que son entre suaves y moderados, con algunas heladas. La nieve rara vez hace acto de presencia. Los veranos son calurosos, ya que en ocasiones se superan los 40 grados.

## Demografía
Villanueva de Córdoba cuenta con una población de 8381 habitantes (INE 2024).
| Gráfica de evolución demográfica de Villanueva de Córdoba entre 1842 y 2021                                         |
| |
| Población de derecho según los censos de población del INE Población de hecho según los censos de población del INE |

## Patrimonio artístico y monumental

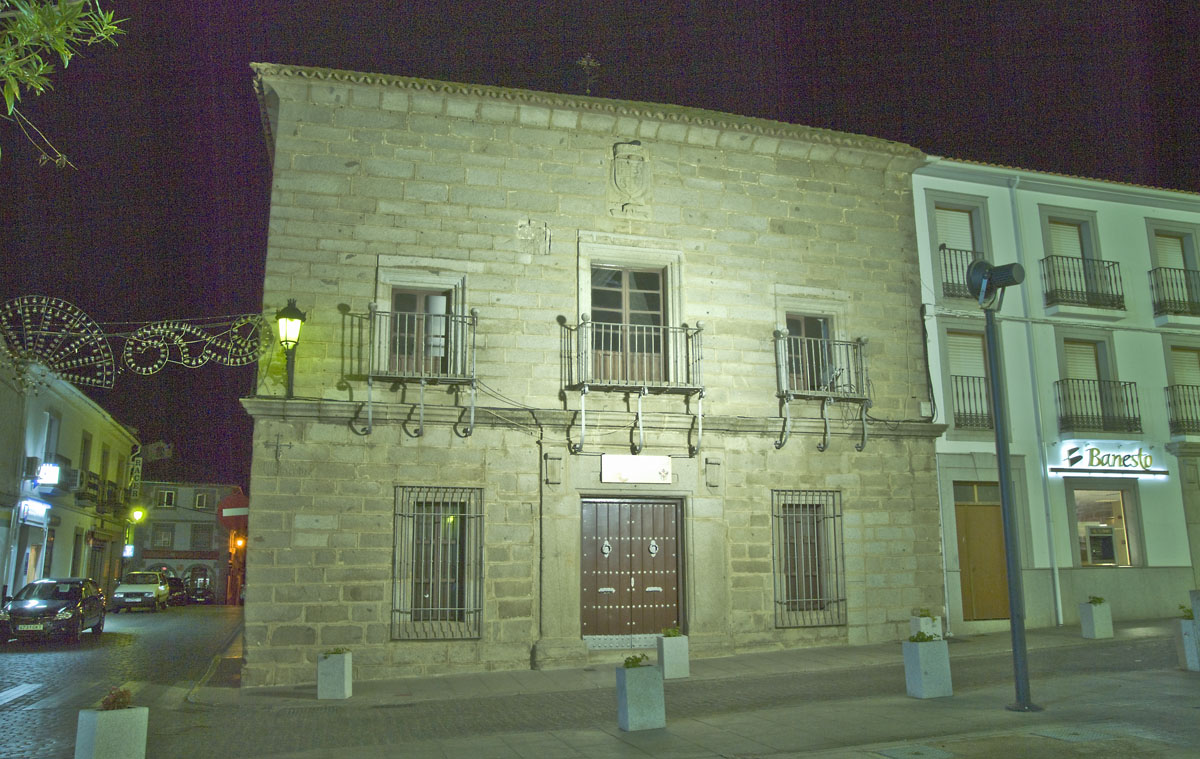
Museo de Villanueva de Córdoba.

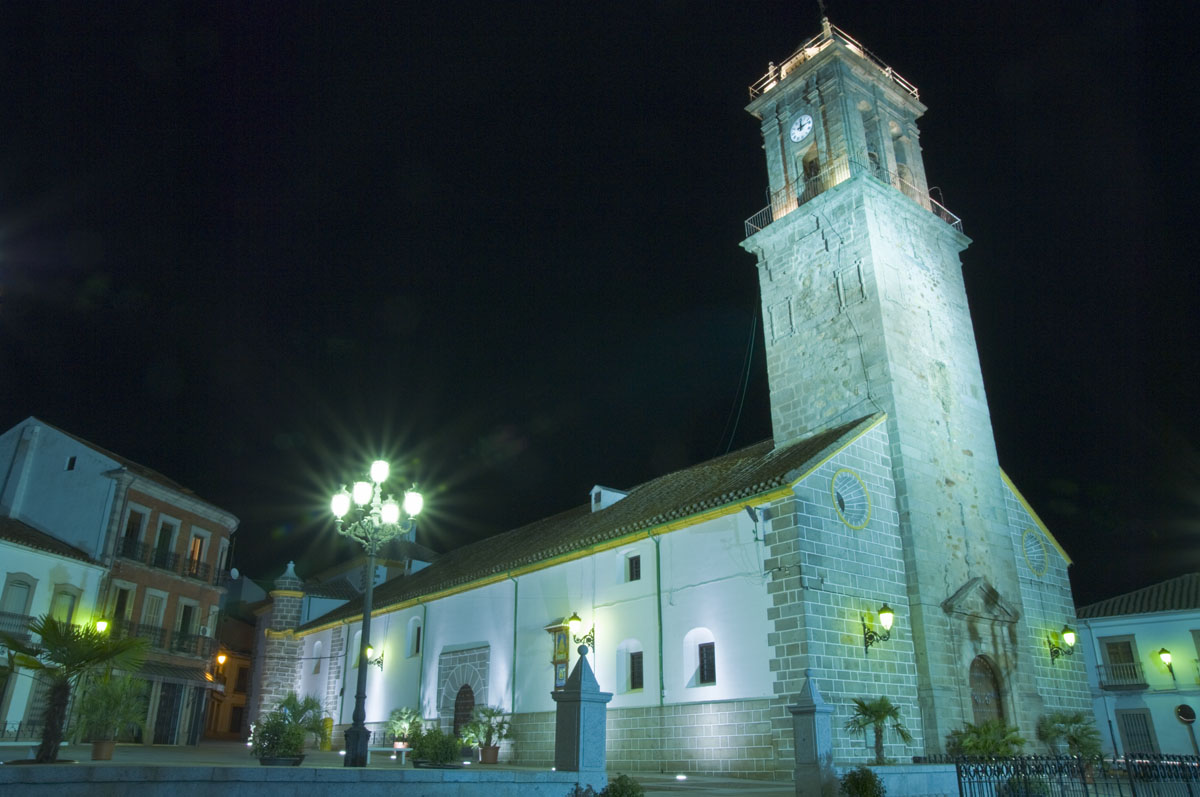
Iglesia de San Miguel de Villanueva de Córdoba.

### Edificios civiles
- Antigua Audiencia (siglo XVII)
- Casa consistorial (siglo XVIII)
- Plaza de toros (siglo XX)

### Edificios religiosos
- Iglesia de San Miguel Arcángel (siglo XVI-XVIII)
- Ermita de San Sebastián (siglo XVI)
- Iglesia de Cristo Rey (siglo XX)
- Iglesia del Dulce Nombre de Jesús (siglo XX)
- Hospital de Jesús Nazareno (siglo XIX)
- Ermita de la Virgen de Luna (siglo XV)
- Ermita de San Gregorio (siglo XV) (desaparecida)
- Ermita de Jesús (desaparecida).

## Cultura

### Fiestas y eventos
Van ordenados por orden cronológico.
- San Sebastián

Se celebra cada 20 de enero. En la barriada de dicho santo se encienden grandes candelas que los vecinos saltan, y cuelgan piñatas para los niños. Después se guisan las migas «tostás» y torreznos con los que se invitan a todo el pueblo.
- Fiesta de la Matanza en febrero

Es una festividad de reciente creación que sirve para recrear una tradición ganadera que se va perdiendo con el paso del tiempo. Es celebrada en la plaza de España, donde los lugareños realizan todo el proceso, desde matar al cerdo ibérico hasta la realización de productos embutidos.
- Carnaval

Durante esos días la gente se disfraza con máscaras y se burla de la gente. Además existen las murgas, canciones que hacen una crítica humorística a los ocurrido durante todo el año en Villanueva.
- Semana Santa

Al contrario del resto de municipios de España, existen algunas procesiones como la de las Velas que se celebran dos miércoles antes del Viernes de Dolores. Esto equivale a que es la Semana Santa más larga del país y que se vive con gran entusiasmo, mostrando el importante valor artístico de las procesiones.
- Cruces de Mayo

Para poder celebrar el auge de la primavera, los vecinos decoran sus casas por dentro y fuera en las calles de cruces cuajadas de coloridas flores.
- Romería de la Virgen de Luna

Celebrada el lunes de Pentecostés, recogen a la virgen de su ermita, situada a 10 km del pueblo. Con motivo del regreso de la patrona, se celebra una feria con atracciones y actividades llamada Feria Chica.
- Corpus Christi

Se celebra en torno al mes de junio. Se pasea al Corpus por todas las calles, se le bendice a él y a los niños que acaban de recibir su primera comunión.
- Feria

Al contrario que la Feria Chica, esta ocurre en agosto. Anteriormente tuvo un origen ganadero, ahora dura 7 días. Como en las ferias de verano, en ella existen muchos entretenimientos para mayores y pequeños.
- San Miguel Arcángel

Se celebra el 29 de septiembre. Se realiza una verbena en honor al patrón del pueblo.
- Feria y Día del Jamón Ibérico de Bellota de Los Pedroches

Para promocionar la calidad del jamón de la comarca, este importante evento a nivel nacional permite conocer y catar los productos típicos.
- Romería de la Virgen de la Luna

El segundo domingo de octubre se lleva de vuelta a la virgen a su ermita donde permanecerá hasta el día de Pentecostés. En esta jornada la gente come y baila en el recinto de la ermita.
- Verbena de San José

- Verbena de San Juan

- Fiesta de las Modistillas, celebrada el 13 de diciembre.

### Centros educativos
El pueblo cuenta con cuatro Colegios Públicos de Primaria, uno de Secundaria así como dos Guarderías Infantiles. En el Instituto público "La Jara" se cuenta con estudios de Bachillerato, además de varios Ciclos Formativos de Grado Medio y Educación Secundaria de Adultos en horario de tarde. También hay un Centro de Educación Permanente de Personas Adultas.
En casi todos los centros de la localidad hay enseñanzas en bilingüe.

## Sanidad
El municipio cuenta con un centro de salud, perteneciente al Servicio Andaluz de Salud (SAS). Pertenece al Área de Gestión Sanitaria Norte de Córdoba, siendo su hospital más cercano el Hospital Valle de los Pedroches, situado en la localidad de Pozoblanco, a una distancia de 23 km.
Existe en el municipio la necesidad y la demanda pública desde hace muchos años la construcción de un nuevo centro de salud, ya que el actual edificio sanitario se ha quedado pequeño, obsoleto y presenta carencias y deficiencias que impiden ofrecer un servicio adecuado al usuario. En el año 2012 el consistorio puso a disposición de la Junta de Andalucía unos terrenos colindantes para su ampliación y mejora del mismo, quedando desde entonces pendiente la ejecución de las obras por parte de la administración andaluza. A fecha de hoy (junio de 2018) nada se sabe sobre el futuro de dichas obras. Todo apunta a que se construirá un nuevo centro de salud en los terrenos de la antigua piscina municipal, pues recientemente se adjudicaron las obras con un presupuesto de 3.265.311,13€. y un plazo de ejecución de quince meses. El consistorio y la ciudadanía demandan de forma latente el inicio de la construcción de un nuevo centro de salud en Villanueva de Córdoba por considerarse algo tremendamente necesario.

## Medios de comunicación

### Televisión
- Vídeo-Unión.
- Villanueva de Córdoba TV, en Youtube.

### Radio
- Radio Luna
- Cadena SER

### Prensa
- Villanueva de Córdoba al día. Es una revista editada por el ayuntamiento.
- El quincenal de Los Pedroches

### Fiestas locales
- Festividad de San Miguel
- Romería de la Virgen de Luna
- Feria de Villanueva de Córdoba
- Día y Feria del Jamón Ibérico de Bellota de Los Pedroches

## Gastronomía

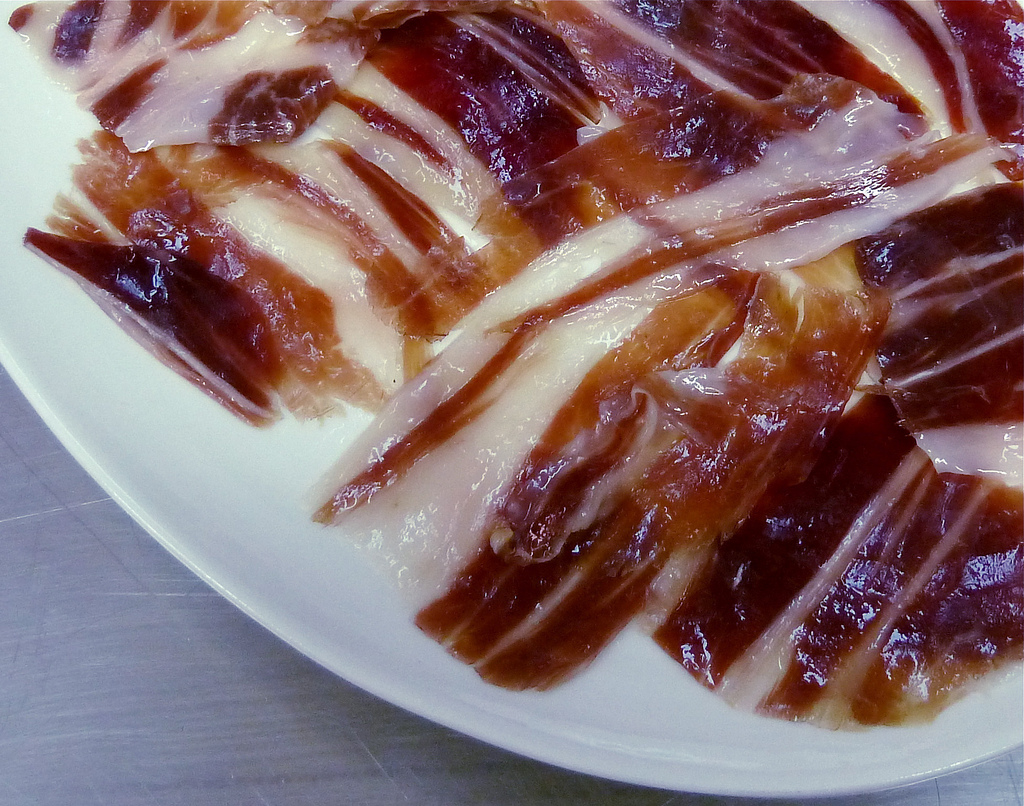
El jamón ibérico de bellota se produce también en Villanueva de Córdoba.

Es muy variada y deliciosa, en especial la derivada del cerdo ibérico, que se cría en un régimen extensivo en torno a las dehesas. Con esta cría de cerdo ibérico se preparan diferentes platos como:
- Caldo serrano
- Salmorejo jarote
- Sopa de cocido
- Carrilladas
- Lechón frito
- Carnes a la brasa.

### Productos típicos
- Jamón ibérico D.O. Los Pedroches y productos derivados del cerdo ibérico.